# Estación de Autobuses de El Monte
El Monte es una estación  de autobuses de tránsito rápido en la línea J del Metro de Los Ángeles y es administrada por la Autoridad de Transporte Metropolitano del Condado de Los Ángeles. La estación se encuentra localizada justo entre la Interestatal 10 y el San Bernardino Freeway en la ciudad de El Monte, California.

## Renovaciones
La estación está siendo renovada como parte del Proyecto Metro ExpressLanes  por LACMTA y la Agencia de Desarrollo de la ciudad de El Monte, y se espera que sea completada en 2012.

## Services

### Metro Liner BRT service
El Servicio de la línea Plata opera aproximadamente entre las 4:15 AM hasta las 1:45 AM de lunes a viernes y de 5:00 A.M.- 1:45 A.M. los fines de semana y días festivos.

### Conexiones
- Metro Local: 70, 76, 176, 190, 194, 267, 268, 270, 287
- Metro Rapid: 770
- Foothill Transit: 178, 282, 486, 488, 492, 494
- Silver Line
- Foothill Silver Streak
- Metro Express: 487, 577X
- El Monte Trolley: Flair, Civic Center
- Greyhound Lines